# Re-Logic
Re-Logic es un desarrollador y editor de videojuegos independiente estadounidense con sede en Indiana, EE. UU. Fue fundada por Andrew Spinks en 2011. La empresa es conocida por desarrollar y publicar Terraria, un videojuego sandbox de acción y aventura en 2D. Re-Logic publicó Pixel Piracy y Pixel Privateers, ambos desarrollados por Quadro Delta.

## Historia
Re-Logic fue fundada al comienzo del ciclo de desarrollo de Terraria, a partir de enero de 2011, por Andrew Spinks. El videojuego se lanzó para Microsoft Windows el 16 de mayo de 2011 y recibió múltiples actualizaciones posteriormente. En febrero de 2012, los desarrolladores de Re-Logic anunciaron que Terraria recibiría un parche final de corrección de errores, pero el desarrollo se reanudó en 2013. En la E3 2019, Re-Logic anunció la actualización mayor final del videojuego. La actualización 1.4 Journey's End se lanzó el 16 de mayo de 2020, aunque el videojuego seguiría recibiendo actualizaciones menores en los años siguientes.
La empresa publicó Pixel Piracy, un videojuego de estrategia en tiempo real de desplazamiento lateral, para Windows, macOS y Linux en diciembre de 2013 y para PlayStation 4 y Xbox One el 16 de febrero de 2016. El 21 de febrero de 2017 Re-Logic publicó Pixel Privateers, un videojuego de estrategia por turnos para Windows.
En febrero de 2015, Re-Logic comenzó el desarrollo de Terraria: Otherworld, un videojuego ambientado en el mismo universo que Terraria . El videojuego se anunció en un tráiler el 16 de febrero de 2015, sin embargo, el 13 de abril de 2018, el juego fue cancelado debido a que estaba muy retrasado y lejos de la visión que Re-Logic tenía para él.
En 2019, en respuesta al creciente número de videojuegos que se volvían exclusivos de Epic Games Store, la vicepresidenta de Re-Logic, Whitney Spinks, afirmó que ningún título de Re-Logic se convertiría en exclusivo de Epic Games Store, y agregó que la empresa nunca «vendería [su] alma» por cualquier cantidad de dinero.
En febrero de 2021, Andrew Spinks tuvo una pelea pública con Google por la suspensión inexplicable de la cuenta de Google de la empresa más de tres semanas antes, perdiendo el acceso a su canal de YouTube, Gmail y Google Drive. Anunció que, como resultado, cancelaría la versión de Stadia de Terraria y que Re-Logic no lanzaría ningún proyecto nuevo en las plataformas de Google en el futuro. Un mes después, Re-Logic llegó a un acuerdo con Google sobre la suspensión de su cuenta de Google y confirmó que Terraria si se publicaría en Stadia. El videojuego se lanzó en la plataforma en marzo de 2021.

## Videojuegos

### Desarrollados
- Terraria (2011)

### Publicados
- Pixel Piracy (2015)
- Pixel Privateers (2017)